# Diamantstempelzelle

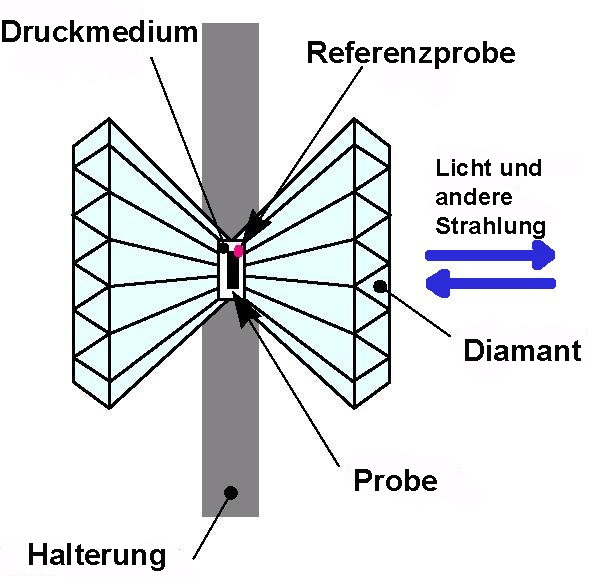
Schema der Diamantstempelzelle. Die beiden Brillanten haben eine Größe von nur wenigen Millimetern

Eine Diamantstempelzelle (englisch diamond anvil cell (DAC)), auch Diamant-Stempel-Presse ist ein Gerät zur Komprimierung kleiner Materialproben bei sehr großem Druck. Es wird in wissenschaftlichen Experimenten eingesetzt. Die Drücke, die erreicht werden, liegen im Gigapascal (GPa)-Bereich, was dem 10.000-fachen Druck der Erdatmosphäre entspricht. Bei diesen Drücken wird zum Beispiel Graphit in Diamant umgewandelt sowie Mineralien mit Kristallstrukturen geschaffen, die auf der Erdoberfläche nicht vorkommen.

## Aufbau
Eine Diamantstempelzelle besteht aus zwei gegenüberliegenden geschliffenen Diamanten (Brillanten), zwischen deren Kaletten (Spitzen)  sich die Materialprobe befindet. Der Druck wird durch Zusammenpressen des abgedichteten Probensets mit Hilfe hydraulischer Apparate erreicht, wobei als  Übertragungsmedium zwischen den Diamanten Argon,  Xenon, Wasserstoff, Helium, Paraffinöl oder ein Gemisch aus Methanol und Ethanol verwendet werden.

## Betrieb

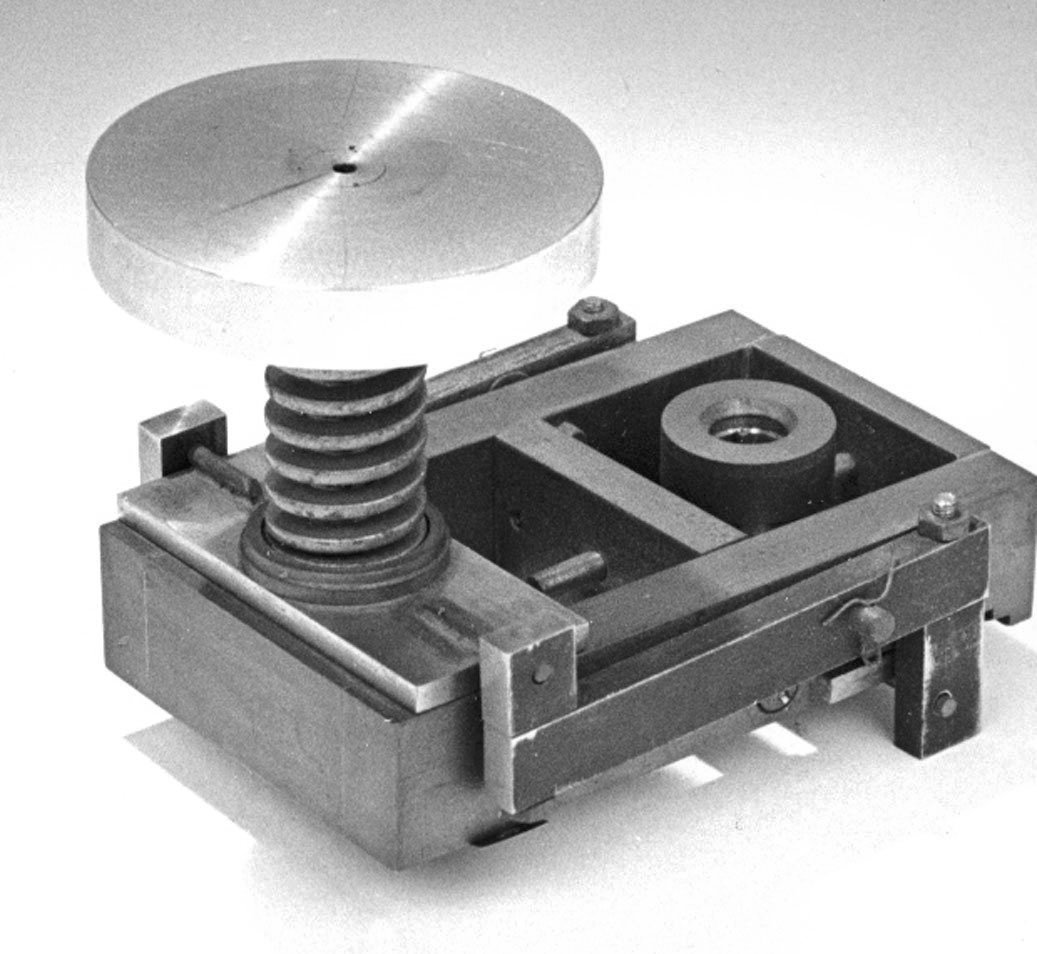
Äußere Geräteansicht

Die Größe des erreichten Druckes bei der Materialprobe wird ermittelt aus dem Vergleich mit einem Referenzmaterial, dessen Verhalten unter Druck bekannt ist.
Die Probe beziehungsweise deren Verhalten kann durch die Diamanten hindurch beobachtet und gemessen werden, wobei Röntgenstrahlung, sichtbares Licht und andere elektromagnetische Wellen zur Anwendung kommen.
Das Anbringen von Elektroden an dem Probenmaterial erlaubt Messungen sowie ein Aufheizen der Probe bis auf einige tausend Grad Celsius. Temperaturen bis zu 7000 Grad Celsius in der Probe werden mit Laser-induzierter Erwärmung erreicht.

## Anwendungsgebiete

### Geowissenschaft
Diamantstempelzellen werden von Geochemikern und Geophysikern innerhalb der Mineralogie als Teil der Geomaterialforschung für Laborexperimente eingesetzt. Diese Experimente sollen die Frage beantworten, welche Stoffe sich unter den extrem hohen Druck- und Temperaturbedingungen bilden, die im Erdinnern herrschen und welche physikalischen und chemischen Eigenschaften sie haben. Spezielle Hochleistungsdiamantstempelzellen, bei denen höchste Drücke auf eine Fläche konzentriert werden, die unter einem Quadratmillimeter liegt, liefern in der Druckzelle bis zu einigen Millionen Atmosphären und mittels Laserheizung Temperaturen von einigen tausend Grad Celsius. Da die Proben mit dem bloßen Auge nicht mehr zu erkennen sind, werden mikroskopische Techniken, Röntgenspektroskopie und Laserspektroskopie zur Analyse der Ergebnisse eingesetzt. Dabei reicht das Interesse von der Untersuchung metamorpher Gesteinsbildung bis zur grundlegenden Frage, wie sich das ursprüngliche Magma der Erde durch Absinken der schwereren Metallschmelze aus der weniger dichten silikatischen Umgebung in einen metallischen Kern und eine flüssige, viskose Silikatschmelze aufgetrennt hat. Interesse besteht dabei auch an der Elementverteilung zwischen Silikat- und Metallschmelzen, ihrer Viskosität und an dem Wärmetransport in Mineralien und Schmelzen. Diese Fragestellungen sind für das Verständnis der Erddynamik von elementarer Bedeutung. 

### Computerphysik
Experimente mit Diamantstempelzellen werden auch eingesetzt, um Ab-Initio-Molekulardynamik-Simulationen zu überprüfen.